# (3437) Kapitsa
(3437) Kapitsa es un asteroide perteneciente al cinturón de asteroides, descubierto el 20 de octubre de 1982 por Liudmila Karachkina desde el Observatorio Astrofísico de Crimea (República de Crimea).

## Designación y nombre
Designado provisionalmente como 1982 UZ5. Fue nombrado Kapitsa en honor al físico soviético ruso Pyotr Leonidovich Kapica.